# Surahammar
Surahammar – miejscowość (tätort) w środkowej Szwecji, w regionie administracyjnym (län) Västmanland. Siedziba władz (centralort) gminy Surahammar.
W 2010 r. Surahammar liczyło 6179 mieszkańców.

## Geografia
Surahammar jest położone we wschodniej części prowincji historycznej (landskap) Västmanland, ok. 25 km na północny zachód od Västerås nad rzeką Kolbäcksån, której bieg od Smedjebacken do jej ujścia do Melaru pokrywa się z kanałem Strömsholm (Strömsholms kanal), zbudowanym w l. 1777-1795.
Rzeka Kolbäcksån stanowiła jedną z najważniejszych arterii wodnych Bergslagen, regionu historyczno-geograficznego znanego od średniowiecza z górnictwa rud metali i metalurgii. Okolice Surahammar stanowią także część nieformalnego regionu geograficznego Mälardalen, obejmującego dolinę jeziora Melar.

## Historia

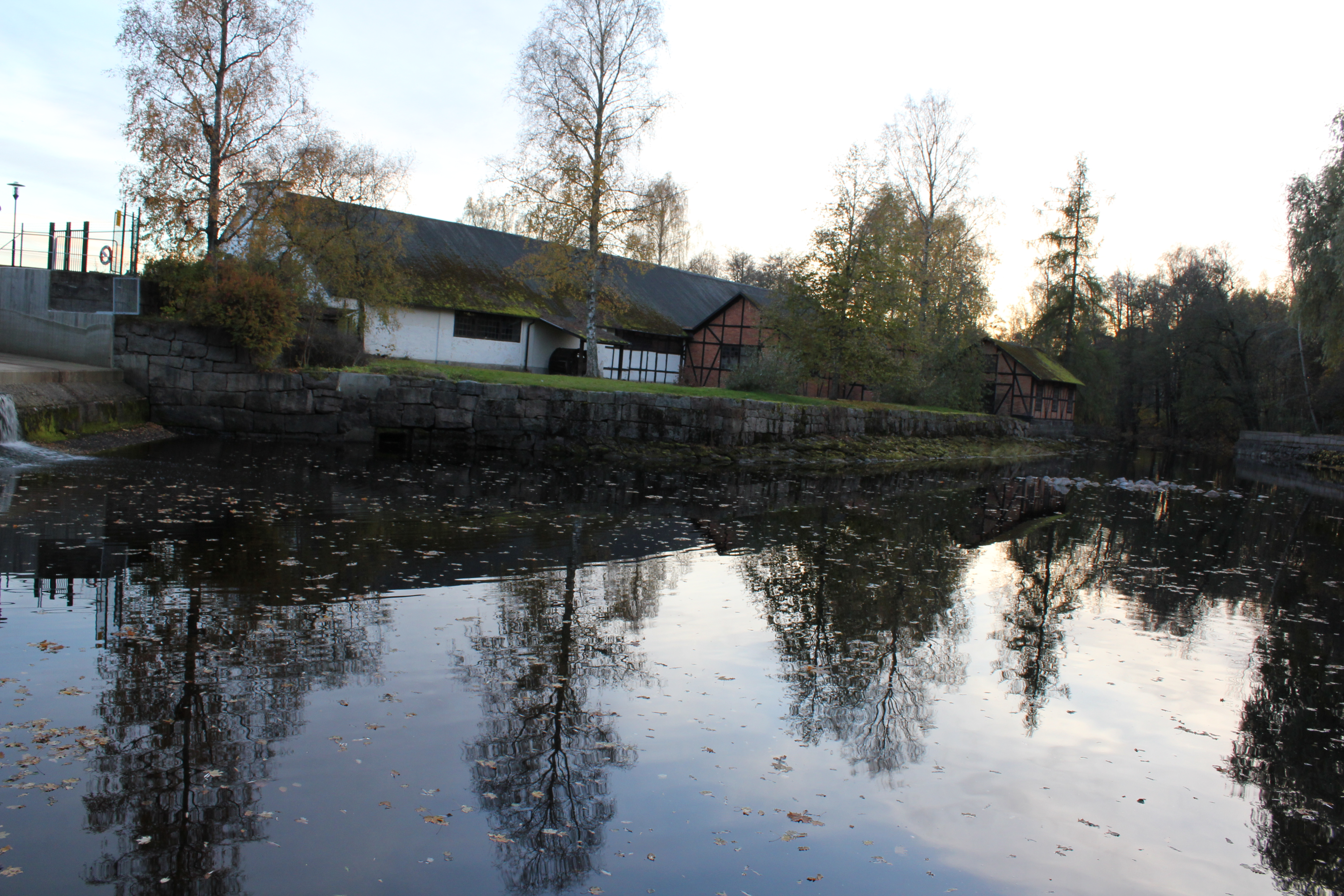
Surahammars bruk

Energię wodną rzeki Kolbäcksån w miejscu dzisiejszego Surahammar wykorzystywano od co najmniej XVI w. W czasach Gustawa Wazy istniała tam kuźnica (hamernia). W 1627 r. kanclerz Axel Oxenstierna założył w miejscu istniejących obecnie zakładów nową, większą kuźnicę. Obróbką metali zajmowano się tam przez cały wiek XVIII. W 1845 r. podupadającą manufakturę zakupił i stopniowo zmodernizował pochodzący ze Sztokholmu złotnik Erik Adolf Zethelius. W 1866 r. zakłady rozpoczęły produkcję kół i osi do lokomotyw i wagonów kolejowych, które stały się najbardziej znanym wyrobem pochodzącym z Surahammar. W części dawnych pomieszczeń fabrycznych działa muzeum zakładów.
W wyniku reformy administracyjnej w 1971 r. przekształcono gminę wiejską Surahammar (Surahammars landskommun) w istniejącą w obecnym kształcie gminę Surahammar (Surahammars kommun) z ośrodkiem administracyjnym w Surahammar.

## Gospodarka
Działające w Surahammar zakłady metalurgiczne Surahammars Bruk AB są częścią spółki Cogent Power Ltd, należącej do koncernu Tata Steel.

## Komunikacja i transport

### Drogi
Nieco na wschód od Surahammar przebiega droga krajowa nr 66 (Riksväg 66; Västerås – granica norweska na zachód od Sälen), zaś na zachód od niej droga lokalna nr 252 (Länsväg 252; Ramnäs – Kvicksund).

### Koleje
Surahammar jest stacją przy linii kolejowej Ludvika – Fagersta – Kolbäck (Bergslagspendeln). Ruch osobowy systemu Bergslagenpendeln zarządzany jest przez regionalną spółkę przewozową Tåg i Bergslagen (Tåg i Bergslagen AB). Pociągi obsługuje przedsiębiorstwo Svenska Tågkompaniet AB.

## Sport
W Surahammar działa założony w 1914 r. klub sportowy Surahammars IF. Największe sukcesy odniosła jego sekcja hokejowa, występująca łącznie przez 7 sezonów w najwyższej serii rozgrywek hokeja na lodzie w Szwecji (po raz ostatni w sezonie 1971/1972). Wychowankiem Surahammars IF jest Tommy Salo.

## Galeria

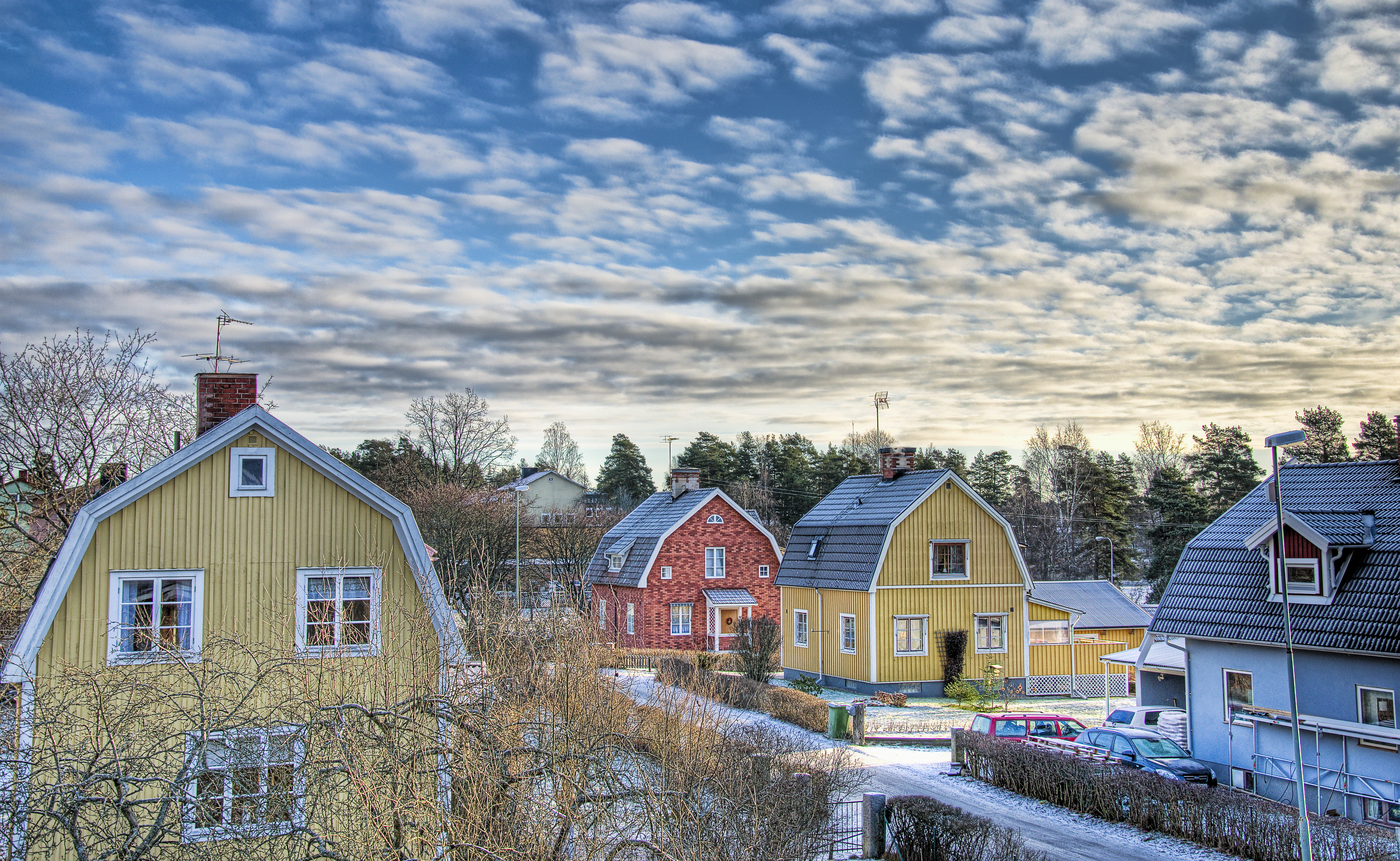
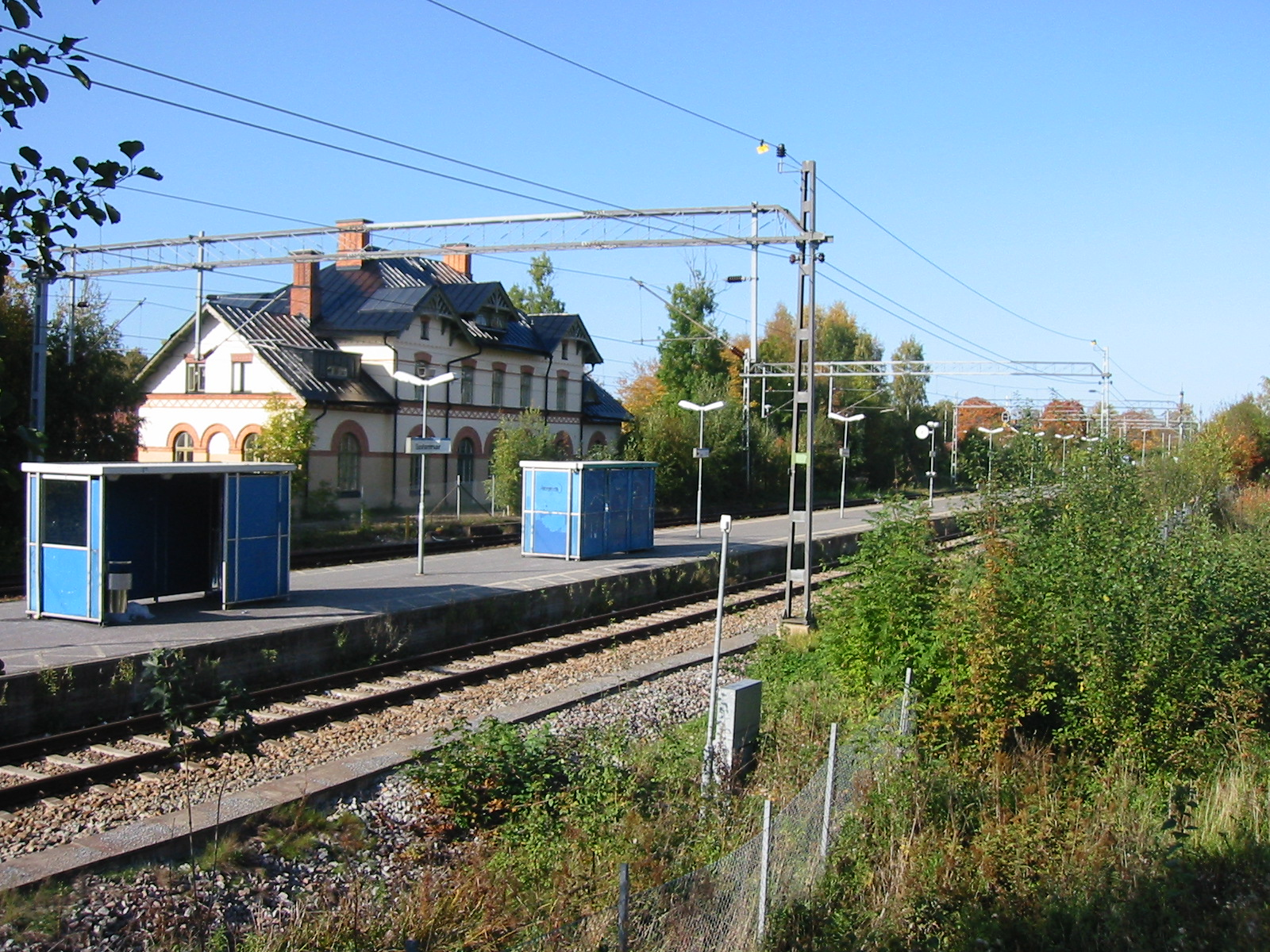
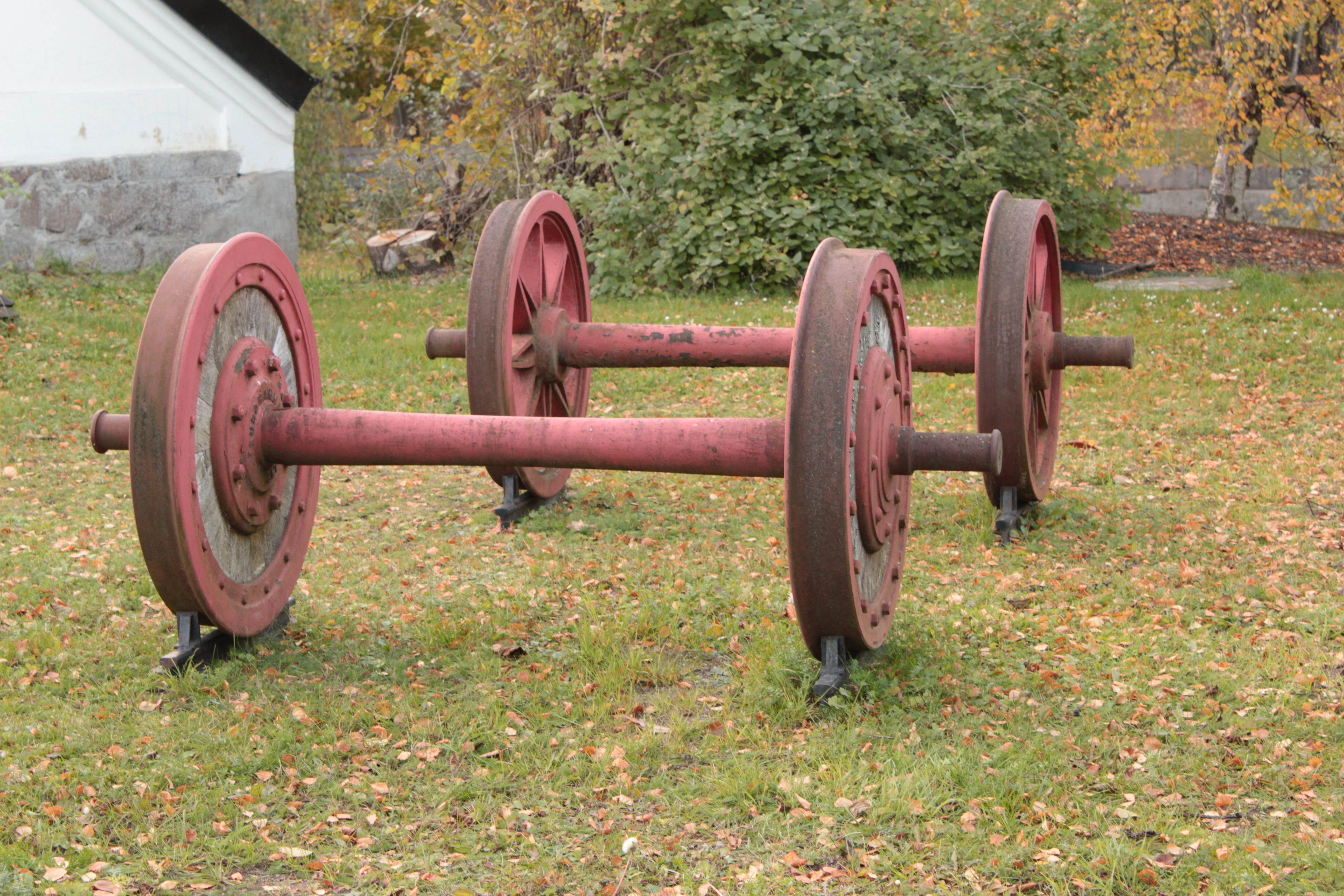
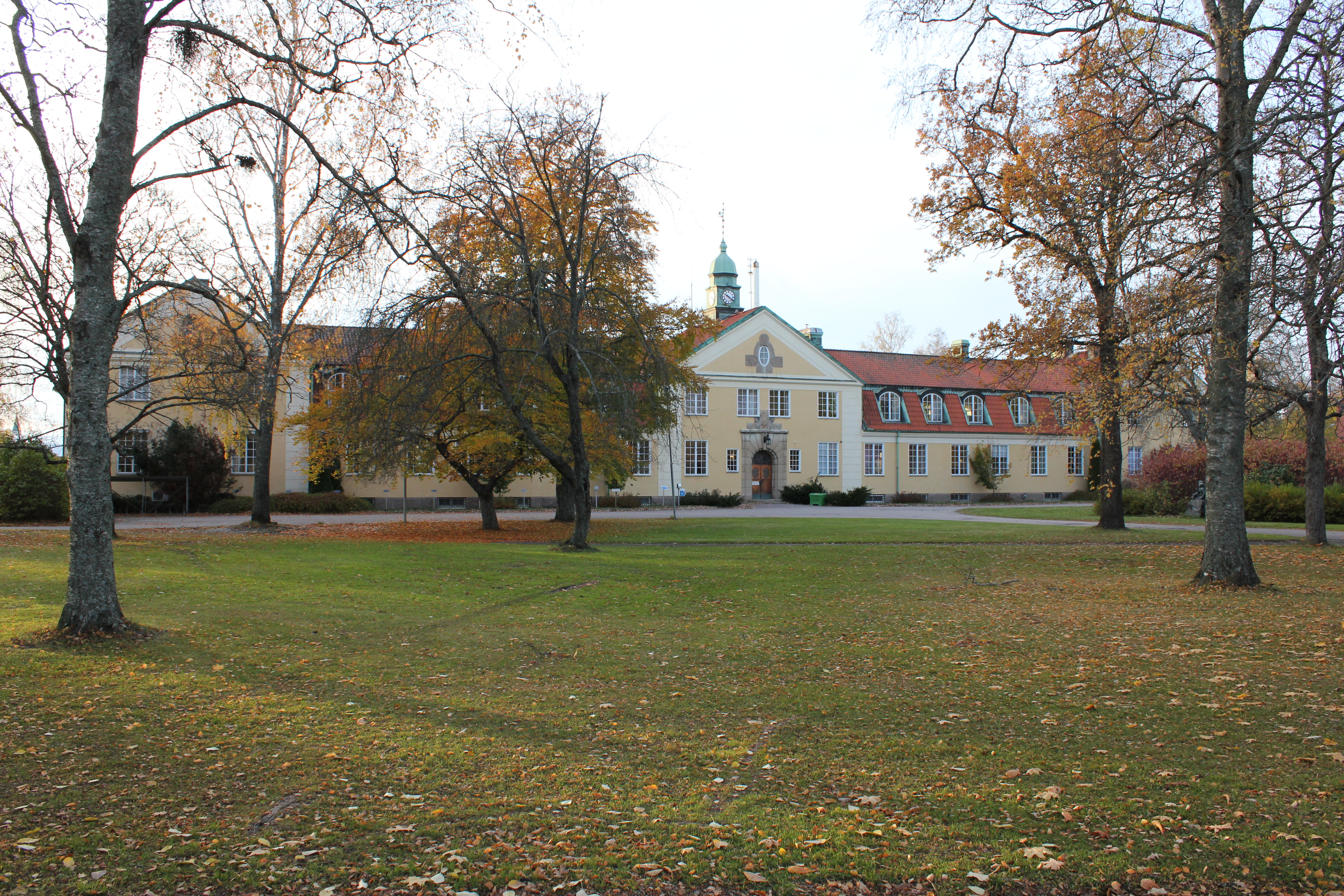
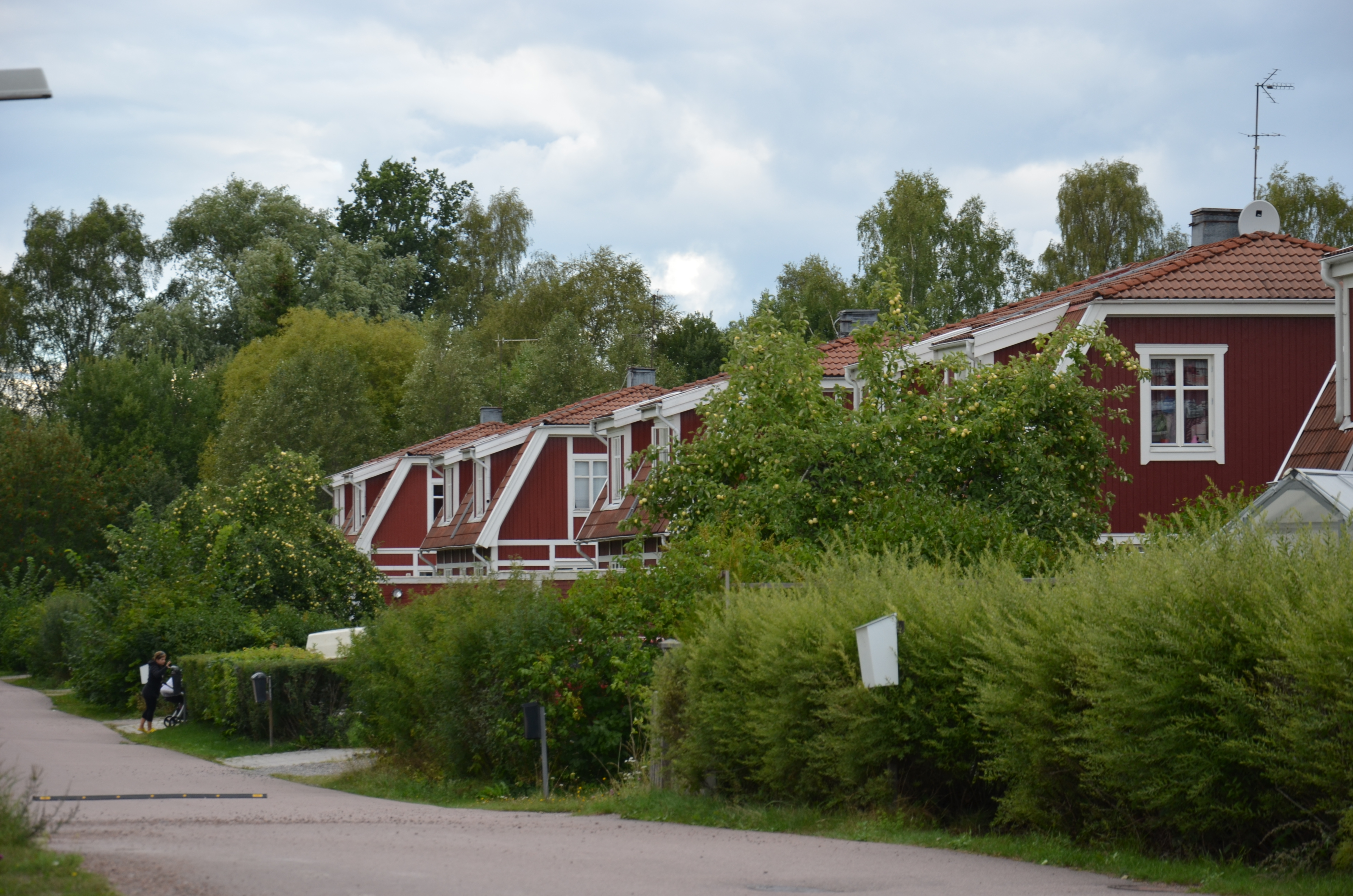